# Rambo Amadeus
Rambo Amadeus, pravo ime Antonije Pušić, črnogorski pevec, performer, glasbenik-kitarist in tekstopisec, * 14. junij 1963, Kotor.

## Biografija
Antonije Pušić se je rodil 14. junija 1963 v Kotorju. Diplomiral je na Prirodoslovno-matematični fakulteti v Beogradu, na Oddelku za turizem. Bil je večkratni viceprvak Jugoslavije v jadranju.
Njegove pesmi združujejo satirična besedila o naravi navadnega človeka in nesmiselnosti lokalne politike ter uporabljajo mešanico glasbenih stilov (v novejših delih se razvijajo v zvok drum'n'bass, v prejšnjih delih pa dodajajo številne elemente turbo-folka), pa tudi šale na svoj račun (npr. eden od njegovih številnih psevdonimov je "Rambo Amadeus World Mega Car /Svjetski mega car" (RASMC), medtem ko se je na začetku kariere predstavljal kot "Nagib Fazlić Nagon, rudar, ki je posnel record") na koncertih nikoli ne reproducira dobesedno studijskih različic pesmi, temveč improvizira, pri čemer uporablja veliko humorja za raziskovanje človeške neumnosti.
Poznan je kot boter imena turbo-folk, kar je njegov edinstven prispevek k domači pop kulturi. Tako je Rambo Amadeus opisal svoj lastni zvok v času svojega prvega albuma (1988), ime pa so nato prevzele zvezde novokomponirane narodno-zabavne glasbe, ki je v zgodnjih devetdesetih dobil povsem nov pomen. Nekateri njegovi oboževalci stil in kariero Ramba Amadeusa primerjajo s Frankom Zappo, čeprav ga je mogoče bolje primerjati s Kapitanom Beefheartom.
Antonije Pušić je sin pisateljice Bosiljke Pušić.

## Diskografija

### Samostojni albumi
- "O tugo jesenja" (PGP-RTB, 1988)
- "Hoćemo gusle" (PGP-RTB, 1989)
- "Psihološko-propagandni komplet M-91" (PGP-RTB, 1991)
- "Kurac, pizda, govno, sisa" (DE produkcija / Master Records, 1993) - v živo
- "Lažni car Šćepan Mali" (DE produkcija, 1994) - kaseta; glasba za igro
- "Glasba za otroke" (B92, 1995) - otroška glasba
- "Titanik" (Komuna, 1997)

- "Koncert v KUD France Prešeren" - (Vinylmania, 1997) - v živo; namenjeno slovenskemu trgu
- "Don't happy be worry" (Metropolis, 2000)
- "Čobane, vrati se" (Dallas Recors, 2000) - album "Don't happy be worry" za slovenski in hrvaški trg; vsebina enaka
- "Bolje eno vroče pivo kot štiri" mrzla "(Metropolis, 2002) - v živo
- "Vodnjak za opremo" (B92, 2005)
- "Hifizična metafizika" (PGP-RTS, 2008)
- "Top of the Bottom" (Mascom Records, 2015)